# Valrav

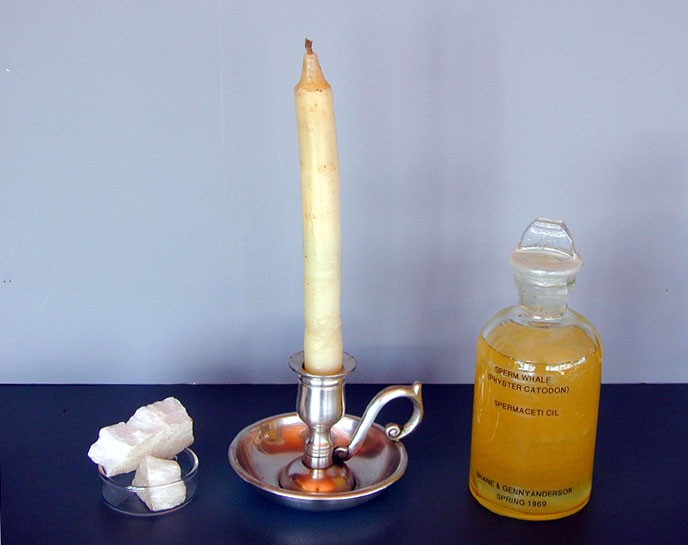
Spermacetivax, spermacetiljus och en flaska med spermacetiolja.

Spermaceti utvinns från kaskelotvalarnas huvuden i spermacetiorganet (gult) och melonen. Bilderna illustrerar valens huvud i genomskärning i transversalplanet (vänster) och sagittalplanet (höger).

Valrav eller spermaceti är ett ämne som bildas i spermacetiorganet i kaskelotvalarnas huvuden. Dess konsistens är som vax.
I spermacetiorganet finns en blandning av flera olika ämnen som tillsammans kallas valravsolja. På den tiden när man jagade kaskelotvalar utvanns valraven och användes till exempel som huvudsaklig beståndsdel i vaxljus och i salvor. Valraven extraherades från valravsoljan genom kristallisering vid temperaturen 6 °C, under ökat tryck och i en ammoniaklösning. Valraven renades därefter genom silning och pressning och fick stelna långsamt i ett tennkärl. En enda kaskelot kunde ge 3 000–5 000 kg renad valrav.

## Egenskaper
I renat tillstånd bildar valrav vita, pärlemorglänsande, genomlysbara, spröda kristaller, som känns feta och hala, har en mild, fettartad smak och nästan ingen lukt.
Smältning av olika beståndsdelar börjar vid 46–50 °C. Vid 62 °C har alltsammans blivit flytande. Vid 100 °C avges vit rök.
Valrav kan lösas i varm etanol, dietyleter, oljor och liknande. Den brinner med en klart lysande låga och lämnar inte någon fettfläck på tyg eller papper. Densitet 0,780–0,926.
I kemisk mening är valrav inte ett fett utan en blandning av flera likartade fasta estrar, av vilka den största delen är cetin, C32H64O2, så kallat valravsfett, som i hög grad liknar den renade valraven, men har något högre smältpunkt (49 °C). Cetin är cetylpalmitat, estern av palmitinsyra och cetylalkohol, med den kemiska formeln C15H31COO–C16H33.

## Bilder

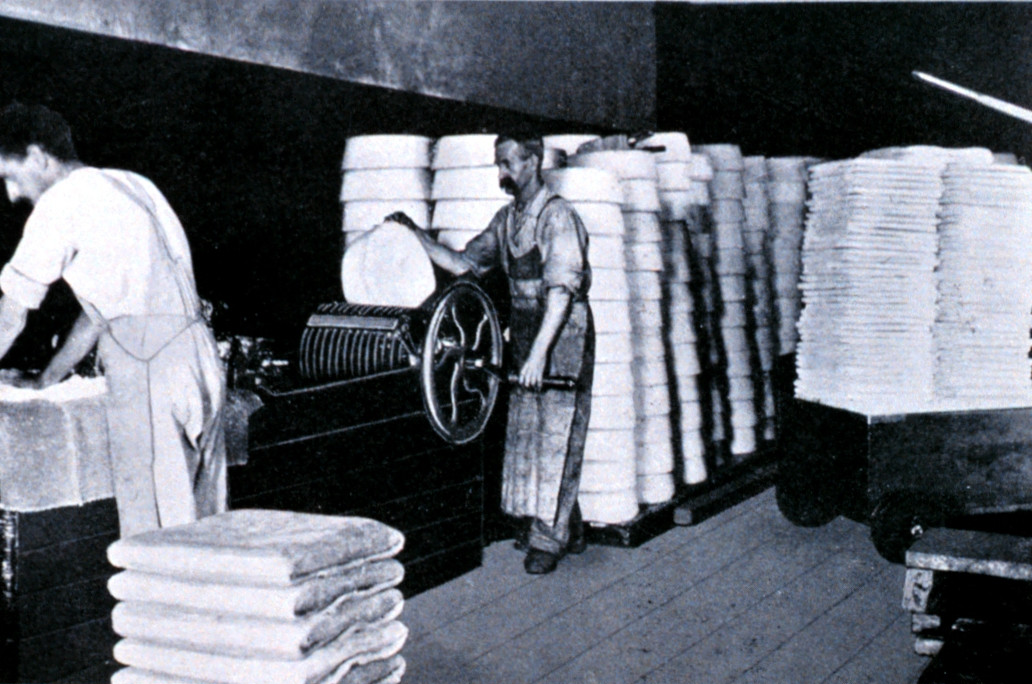
Malning och pressning av rå spermaceti för att extrahera oljan.
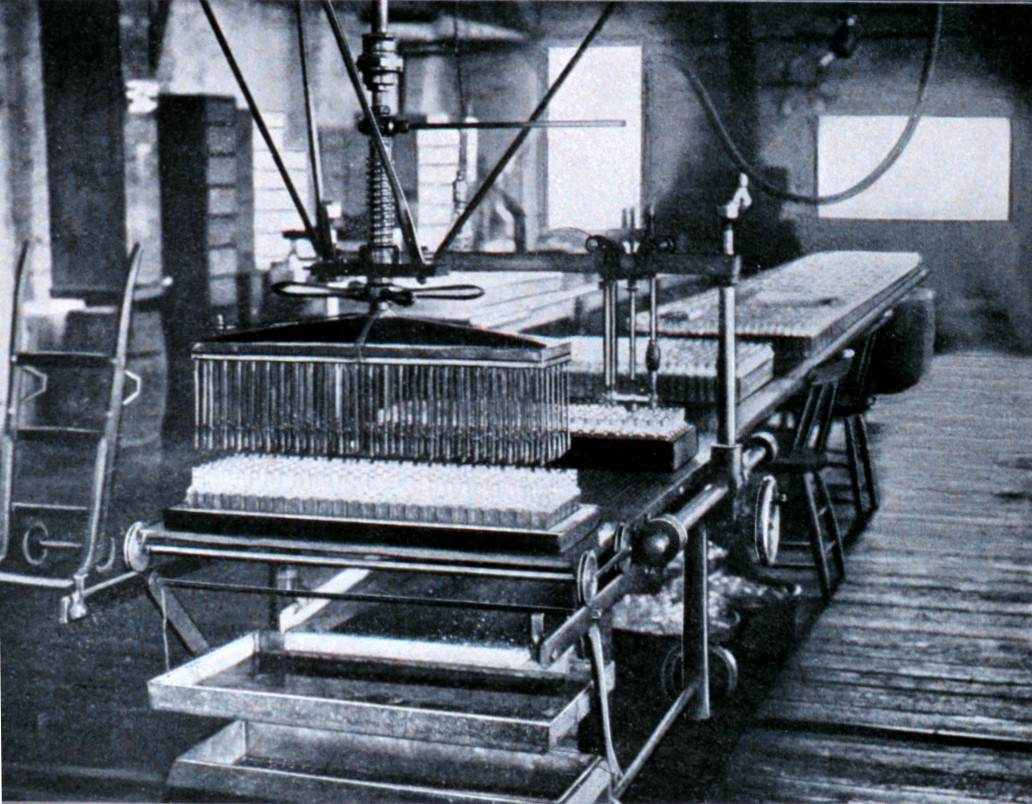
Maskin för samtidig fyllning av oljan på uppskattningsvis omkring 150 flaskor.
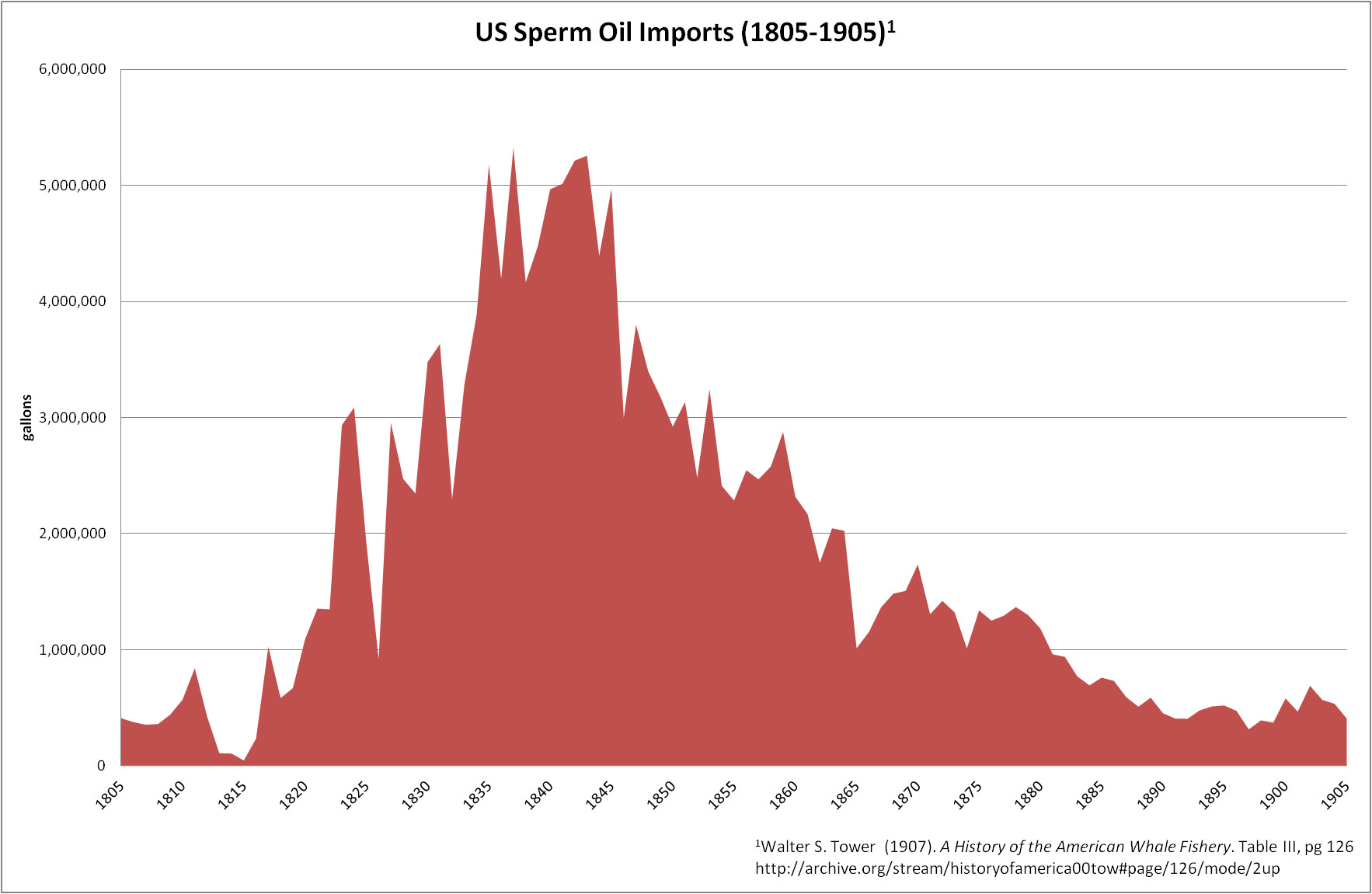
Import av spermacetiolja till USA 1805–1905.
- En kaskelotval dödas och oljan utvinns. Från filmen Down to the Sea in Ships (1922).